# أحمد حريصي
أحمد محمد حريصي لاعب كرة قدم سعودي، يلعب في الجناح الأيسر في نادي القيصومة.

## مسيرة اللاعب
لعب مع نادي النهضة ونادي بيشة ونادي القيصومة.